# Geoffrey Bennington
Geoffrey Bennington (* 1956) ist ein britischer Philosoph und Literaturkritiker. Er lehrt als Asa Griggs Candler Professor für Französisch und Komparatistik an der Emory University und ist ein Mitglied des Collège international de philosophie.

## Leben
Geoffrey Bennington absolvierte einen Bachelor of Arts, Master of Arts und Doktor der Philosophie an der Oxford University.
Er lehrt an mehreren Universitäten. Bennington ist außerdem Autor mehrerer Bücher, darunter: Not Half No End: Militantly Melancholic Essays in Memory of Jacques Derrida. Bennington dokumentiert auf einer Derrida gewidmeten Webseite die als UCI Affaire öffentlich gewordene juristische Auseinandersetzung zwischen der University of California, Irvine, und der Familie von Derrida.

## Werke
- Not Half No End: Militantly Melancholic Essays in Memory of Jacques Derrida, (ISBN 978-0-7486-3985-4) 2010
- Late Lyotard, 2005
- Deconstruction is Not What You Think…, 2005
- Open Book/Livre Ouvert, 2005
- Other Analyses: Reading Philosophy, 2005
- Frontiers: Kant, Hegel, Frege, Wittgenstein, 2003
- Frontières kantiennes, (ISBN 2-7186-0523-5) 2000
- Interrupting Derrida, (ISBN 0-415-22427-6) 2000
- Legislations: the Politics of Deconstruction, (ISBN 0-86091-668-5) 1995
- Dudding: des noms de Rousseau, (ISBN 2-7186-0389-5) 1991
- Jacques Derrida, (ISBN 0-226-04262-6) 1991
- Lyotard: Writing the Event, (ISBN 0-521-30246-3) 1988, als E-Book, 2005[3]
- Sententiousness and the Novel: Laying Down the Law in Eighteenth-Century French Fiction, (ISBN 0-521-30246-3) 1985, als E-Book, 2005[3]
- Post-structuralism and the Question of History, (ISBN 0-521-36780-8) (ed.), 1983